# Maleise rondbladvleermuis
De Maleise rondbladvleermuis (Hipposideros nequam)  is een zoogdier uit de familie van de bladneusvleermuizen van de Oude Wereld (Hipposideridae). De wetenschappelijke naam van de soort werd voor het eerst geldig gepubliceerd door K. Andersen in 1918.

## Voorkomen
De soort komt voor in Maleisië.